# Liste der Kulturdenkmäler in Kollig
In der Liste der Kulturdenkmäler in Kollig sind alle Kulturdenkmäler der rheinland-pfälzischen Ortsgemeinde Kollig aufgeführt. Grundlage ist die Denkmalliste des Landes Rheinland-Pfalz (Stand: 27. Oktober 2023).

## Einzeldenkmäler
| Bezeichnung                       | Lage                                               | Baujahr                           | Beschreibung | Bild                           |
| --------------------------------- | -------------------------------------------------- | --------------------------------- | --- | ------------------------------ |
| Wegekreuz                         | Alter Weg Lage                                     | 1623                              | Wegekreuz, Nischentyp, bezeichnet 1623 | BW                             |
| Wegweiser                         | Hauptstraße, Ecke Am Dorfplatz Lage                | Mitte des 19. Jahrhunderts        | Wegweiserstein, kleiner Obelisk, Mitte des 19. Jahrhunderts | BW                             |
| Bildstock                         | Hauptstraße, Ecke Mayener Straße Lage              |                                   | Bildstock | BW                             |
| Katholische Kirche St. Willibrord | Kirchstraße Lage                                   | erste Hälfte des 12. Jahrhunderts | romanischer Turm, erste Hälfte des 12. Jahrhunderts; Saalbau, bezeichnet 1729 | BW                             |
| Wegekreuz                         | Mayener Straße Lage                                | 1671                              | Wegekreuzfragment, Nischentyp, bezeichnet 1671 | BW                             |
| Relief                            | Mayener Straße, Ecke Hauptstraße Lage              |                                   | barockes Relief | BW                             |
| Wegekreuz                         | südwestlich des Ortes an der Straße nach Roes Lage |                                   | Wegekreuz | BW                             |
| Kapelle                           | südlich des Ortes an der Brückenmühle Lage         | um 1900                           | Kapelle; Backstein, um 1900; drei neugotische Figuren | BW                             |
| Kolliger Mühle                    | südwestlich des Ortes Lage                         | 18. Jahrhundert                   | Hofanlage; Krüppelwalmdachbau, teilweise Fachwerk, 18. Jahrhundert, Bruchsteinstall, Fachwerkökonomie, Mühlrad, wohl aus dem 19. Jahrhundert, Scheune, weiteres Mühlengebäude; neue Kapelle; Gesamtanlage | weitere Bilder Fotos hochladen |